# زیردریایی یو-۵۹۰
زیردریایی یو-۵۹۰ (به انگلیسی: German submarine U-590) یک زیردریایی بود که طول آن ۶۷٫۱ متر (۲۲۰ فوت ۲ اینچ) بود. این زیردریایی در سال ۱۹۴۱ ساخته شد.